# Austrasia

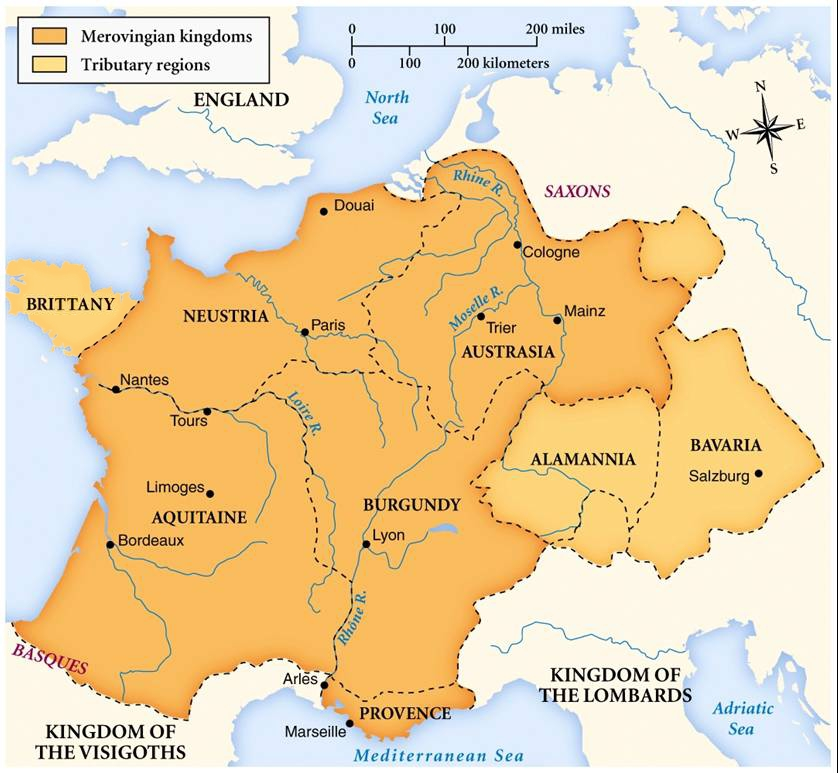
I regni dei Merovingi tra la fine del VI e l'inizio dell'VIII secolo.

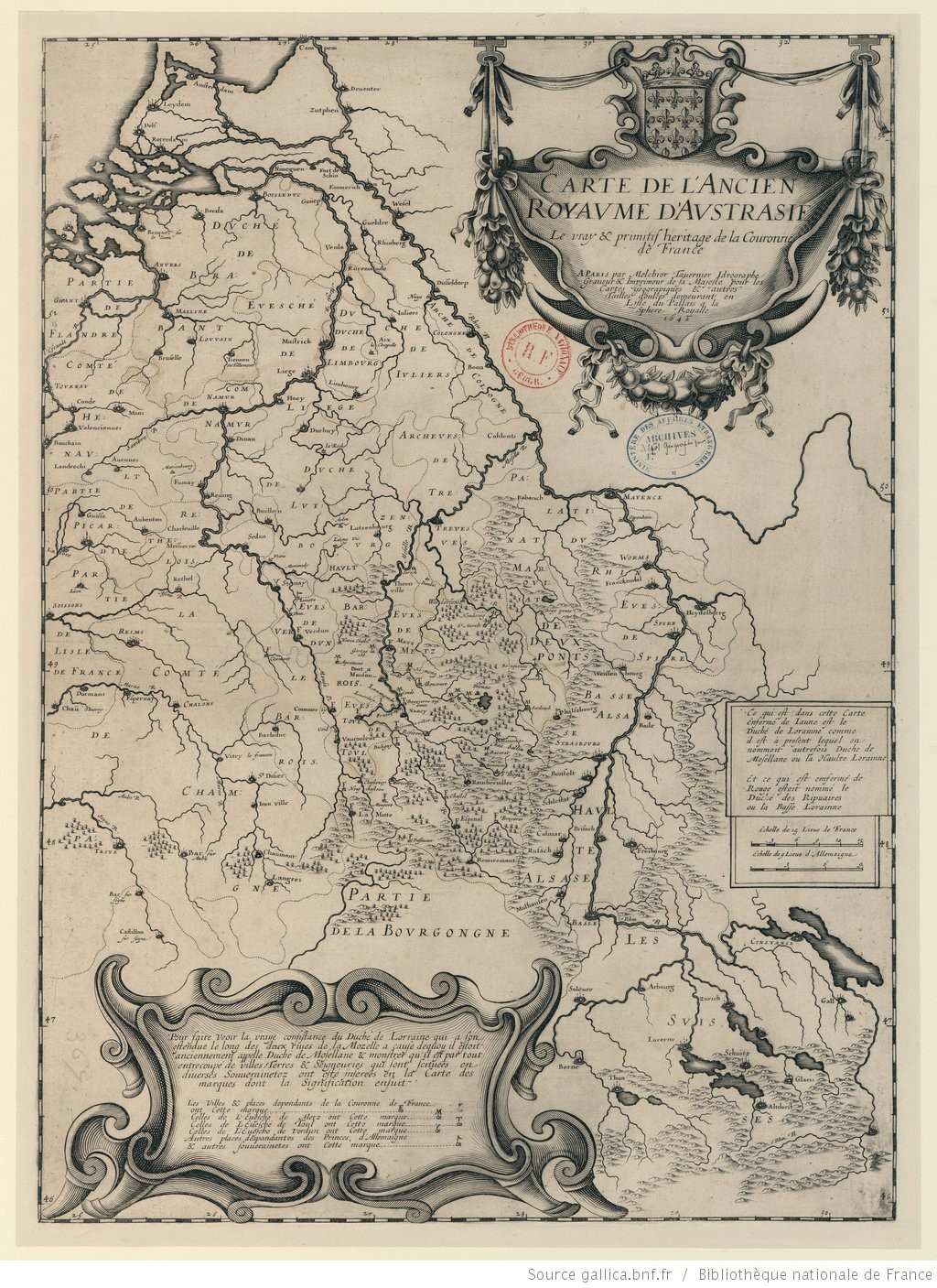
Mappa dell'antico regno di Austrasia.

L'Austrasia (in francese Austrasie, in tedesco Austrasien) era un territorio che costituiva la parte nord-orientale del regno merovingio dei Franchi fra il VI e l'VIII secolo. Comprendeva i fiumi Mosa, Reno centrale e Mosella, ed era il territorio originale del popolo dei Franchi, compresi i Franchi Sali e i Franchi della Renania, che Clodoveo I conquistò dopo aver preso il controllo della parte confinante della Gallia romana, attuale Francia settentrionale, che a volte viene descritta in questo periodo come Neustria. Era uno dei quattro territori in cui fu divisa la Francia alla morte di Clodoveo I che aveva regnato fra il 482 e il 511. Il regno si estendeva a nord-est (da cui il nome Ostreich o regno dell'est, appunto), fino al confine coi Sassoni, sulle sponde del fiume Reno.

## Storia

### Primo regno di Austrasia
Nel 567 divenne un regno separato all'interno del regno dei Franchi e fu governata da Sigeberto I. Nei secoli VII e VIII fu la base da cui i Carolingi, originariamente maggiordomi di palazzo di Austrasia, assunsero il dominio di tutti i Franchi, della Gallia, di gran parte della Germania e dell'Italia settentrionale. Dopo questo periodo di unificazione, l'impero dei Franchi fu nuovamente diviso in due zone, orientali e occidentali; il nuovo regno orientale sarebbe divenuto il Regno di Germania.

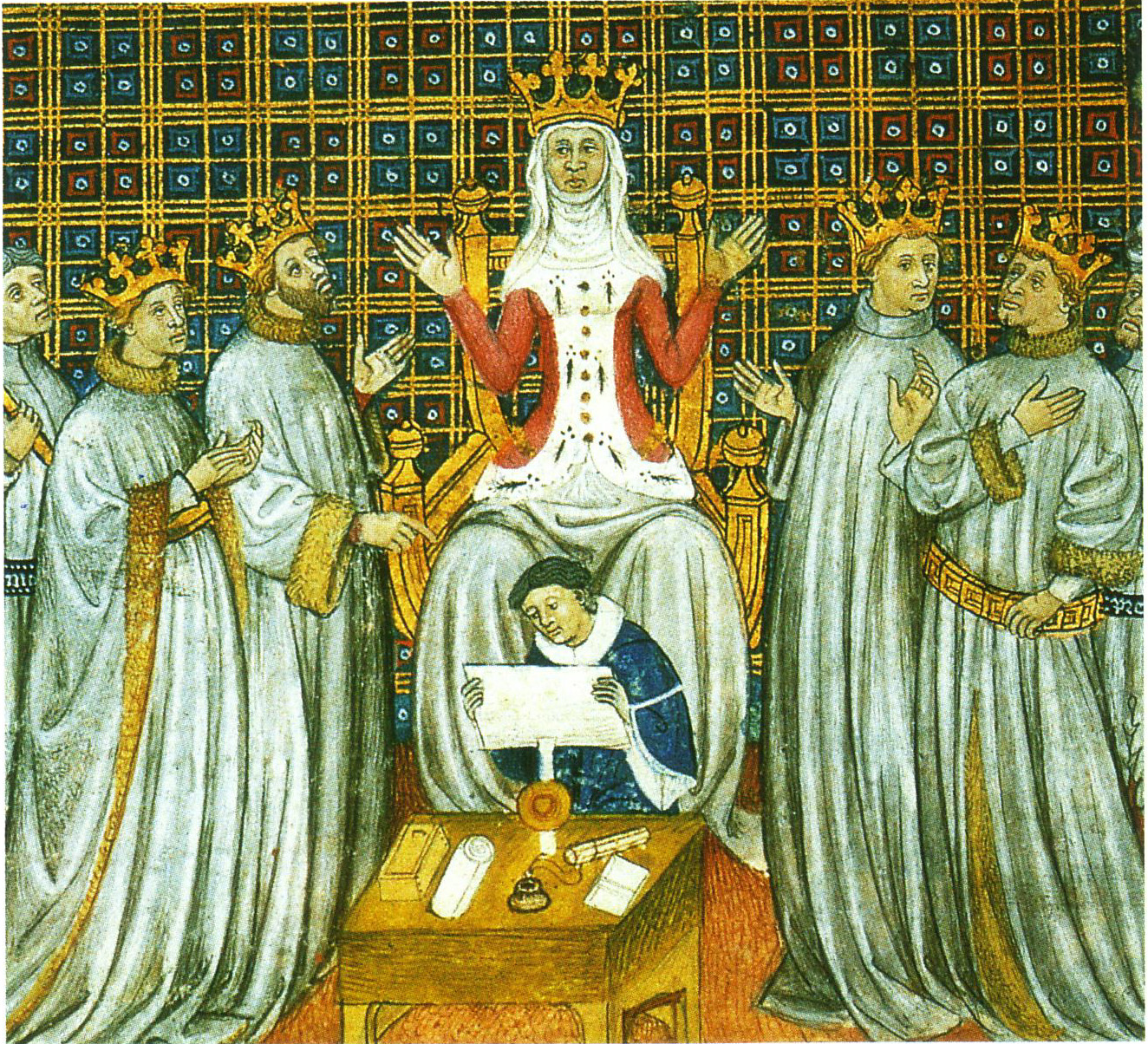
La regina Clotilde spartisce il regno tra i quattro figli di Clodoveo. Tolosa, biblioteca municipale, France.

La suddivisione del Regno di Clodoveo tra i suoi quattro figli, Clotario I, Clodomiro, Teodorico e Childeberto, portò alla costituzione dei regni di Neustria, Austrasia, Borgogna ed Aquitania. La successione avveniva secondo la legge della tanistry, un sistema celtico di trasmissione del titolo e dei beni di famiglia; tali beni passavano al membro più anziano e degno, senza riguardo alla prossimità di parentela. Si trattava perciò della legge del più forte, destinata a causare spesso faide sanguinose, per cui in Inghilterra fu abolita dal re Giacomo I.
In particolare tra Austrasia e Neustria (territorio del nord-ovest) la competizione era tanto accesa da produrre più di due secoli di guerre. Lo scopo di entrambi i re era quello di riunificare l'antico regno sotto il proprio dominio. Per brevi periodi Neustria e Austrasia vennero governate in unione personale; ciò accadde per la prima volta sotto il regno di Clotario I verso il 558. Alla morte di Clotario, i regni furono di nuovo divisi tra quattro figli: Sigeberto I, Gontrano, Cariberto I, Chilperico I. La parabola storica del primo regno di Austrasia va dalla morte di Clodoveo (511) alla salita al trono di Clotario I.

### Il secondo e il terzo Regno di Austrasia

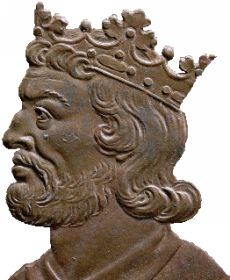
Teodorico I, re dei Franchi di Metz 511- 534 e re dei Franchi d'Orleans 524-534.
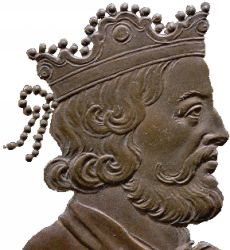
Childeberto I su medaglia bronzea, del 1720 circa di Jean Dassier
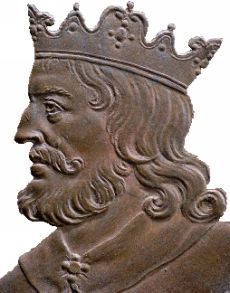
Childerico II (673) di Austrasia, Biblioteca nazionale di Francia

Con la morte di Clotario, e la nuova suddivisione del territorio, l'Austrasia, con capitale Metz, divenne regno di Sigeberto I, i cui discendenti conservarono il trono fino all'avvento di Clotario II che nuovamente riunificò il Regno franco.
L'Austrasia tornò ad essere regno autonomo alla morte di Dagoberto I, che la lasciò in eredità a suo figlio Sigeberto III, sino al 673 quando il re Childerico II invase la vicina Neustria e riunificò il regno franco. La presa di potere (751) di Pipino il Breve, che rinchiuse il re Childerico III e si proclamò Re dei Franchi col beneplacito di Papa Zaccaria, mise fine alla dinastia merovingia ed all'Austrasia come entità territoriale autonoma.

## La dinastia
Nel diagramma che segue compaiono soltanto i re Merovingi in successione dal 430 al 751, anno in cui l'ultimo di loro, Childerico III, detto l'idiota o il re fantasma, venne detronizzato da Pipino il Breve, suo Maggiordomo di palazzo, con l'appoggio di Papa Zaccaria. Non compare la componente femminile. Ogni membro è presentato con il nome proprio, il titolo e le date del suo regno.
|                                                   |                                                   |                                                   |                                                   |                                                   |                                                   |                                      |                                      |                                      |                                      |                                     |                                     | Clodione Re dei Franchi Salii v. 430-v. 450 |                                     |  |  |                                                   |                                                   |                                                   |                                                   |                                                   |                                                   |  |  |                                               |                                               |                                               |                                               |                                               |                                               |  |  |                                                                       |                                                                       |                                                                       |                                                                       |                                                                       |                                                                       |  |  |                                                   |                                                   |                                                   |                                                   |                                                   |                                                   |  |  |                                                                       |                                                                       |                                                                       |                                                                       |                                                                       |                                                                       |  |  |  |  |  |  |  |  |  |  |  |  |  |  |  |  |  |  |  |  |  |  |  |  |  |  |  |  |  |  |  |  |  |  |  |  |  |  |  |  |
|                                                   |                                                   |                                                   |                                                   |                                                   |                                                   |                                      |                                      |                                      |                                      |                                     |                                     |                                             |                                     |  |  |                                                   |                                                   |                                                   |                                                   |                                                   |                                                   |  |  |                                               |                                               |                                               |                                               |                                               |                                               |  |  |                                                                       |                                                                       |                                                                       |                                                                       |                                                                       |                                                                       |  |  |                                                   |                                                   |                                                   |                                                   |                                                   |                                                   |  |  |                                                                       |                                                                       |                                                                       |                                                                       |                                                                       |                                                                       |  |  |  |  |  |  |  |  |  |  |  |  |  |  |  |  |  |  |  |  |  |  |  |  |  |  |  |  |  |  |  |  |  |  |  |  |  |  |  |  |
|                                                   |                                                   |                                                   |                                                   |                                                   |                                                   |                                      |                                      |                                      |                                      |                                     |                                     | Meroveo Re dei Franchi Salii v. 450-v.457   |                                     |  |  |                                                   |                                                   |                                                   |                                                   |                                                   |                                                   |  |  |                                               |                                               |                                               |                                               |                                               |                                               |  |  |                                                                       |                                                                       |                                                                       |                                                                       |                                                                       |                                                                       |  |  |                                                   |                                                   |                                                   |                                                   |                                                   |                                                   |  |  |                                                                       |                                                                       |                                                                       |                                                                       |                                                                       |                                                                       |  |  |  |  |  |  |  |  |  |  |  |  |  |  |  |  |  |  |  |  |  |  |  |  |  |  |  |  |  |  |  |  |  |  |  |  |  |  |  |  |
|                                                   |                                                   |                                                   |                                                   |                                                   |                                                   |                                      |                                      |                                      |                                      |                                     |                                     |                                             |                                     |  |  |                                                   |                                                   |                                                   |                                                   |                                                   |                                                   |  |  |                                               |                                               |                                               |                                               |                                               |                                               |  |  |                                                                       |                                                                       |                                                                       |                                                                       |                                                                       |                                                                       |  |  |                                                   |                                                   |                                                   |                                                   |                                                   |                                                   |  |  |                                                                       |                                                                       |                                                                       |                                                                       |                                                                       |                                                                       |  |  |  |  |  |  |  |  |  |  |  |  |  |  |  |  |  |  |  |  |  |  |  |  |  |  |  |  |  |  |  |  |  |  |  |  |  |  |  |  |
|                                                   |                                                   |                                                   |                                                   |                                                   |                                                   |                                      |                                      |                                      |                                      |                                     |                                     | Childerico I Re dei Franchi Salii 481-511   |                                     |  |  |                                                   |                                                   |                                                   |                                                   |                                                   |                                                   |  |  |                                               |                                               |                                               |                                               |                                               |                                               |  |  |                                                                       |                                                                       |                                                                       |                                                                       |                                                                       |                                                                       |  |  |                                                   |                                                   |                                                   |                                                   |                                                   |                                                   |  |  |                                                                       |                                                                       |                                                                       |                                                                       |                                                                       |                                                                       |  |  |  |  |  |  |  |  |  |  |  |  |  |  |  |  |  |  |  |  |  |  |  |  |  |  |  |  |  |  |  |  |  |  |  |  |  |  |  |  |
|                                                   |                                                   |                                                   |                                                   |                                                   |                                                   |                                      |                                      |                                      |                                      |                                     |                                     |                                             |                                     |  |  |                                                   |                                                   |                                                   |                                                   |                                                   |                                                   |  |  |                                               |                                               |                                               |                                               |                                               |                                               |  |  |                                                                       |                                                                       |                                                                       |                                                                       |                                                                       |                                                                       |  |  |                                                   |                                                   |                                                   |                                                   |                                                   |                                                   |  |  |                                                                       |                                                                       |                                                                       |                                                                       |                                                                       |                                                                       |  |  |  |  |  |  |  |  |  |  |  |  |  |  |  |  |  |  |  |  |  |  |  |  |  |  |  |  |  |  |  |  |  |  |  |  |  |  |  |  |
|                                                   |                                                   |                                                   |                                                   |                                                   |                                                   |                                      |                                      |                                      |                                      |                                     |                                     | Clodoveo I Re dei Franchi 481-511           |                                     |  |  |                                                   |                                                   |                                                   |                                                   |                                                   |                                                   |  |  |                                               |                                               |                                               |                                               |                                               |                                               |  |  |                                                                       |                                                                       |                                                                       |                                                                       |                                                                       |                                                                       |  |  |                                                   |                                                   |                                                   |                                                   |                                                   |                                                   |  |  |                                                                       |                                                                       |                                                                       |                                                                       |                                                                       |                                                                       |  |  |  |  |  |  |  |  |  |  |  |  |  |  |  |  |  |  |  |  |  |  |  |  |  |  |  |  |  |  |  |  |  |  |  |  |  |  |  |  |
|                                                   |                                                   |                                                   |                                                   |                                                   |                                                   |                                      |                                      |                                      |                                      |                                     |                                     |                                             |                                     |  |  |                                                   |                                                   |                                                   |                                                   |                                                   |                                                   |  |  |                                               |                                               |                                               |                                               |                                               |                                               |  |  |                                                                       |                                                                       |                                                                       |                                                                       |                                                                       |                                                                       |  |  |                                                   |                                                   |                                                   |                                                   |                                                   |                                                   |  |  |                                                                       |                                                                       |                                                                       |                                                                       |                                                                       |                                                                       |  |  |  |  |  |  |  |  |  |  |  |  |  |  |  |  |  |  |  |  |  |  |  |  |  |  |  |  |  |  |  |  |  |  |  |  |  |  |  |  |
|                                                   |                                                   |                                                   |                                                   |                                                   |                                                   |                                      |                                      |                                      |                                      |                                     |                                     |                                             |                                     |  |  |                                                   |                                                   |                                                   |                                                   |                                                   |                                                   |  |  |                                               |                                               |                                               |                                               |                                               |                                               |  |  |                                                                       |                                                                       |                                                                       |                                                                       |                                                                       |                                                                       |  |  |                                                   |                                                   |                                                   |                                                   |                                                   |                                                   |  |  |                                                                       |                                                                       |                                                                       |                                                                       |                                                                       |                                                                       |  |  |  |  |  |  |  |  |  |  |  |  |  |  |  |  |  |  |  |  |  |  |  |  |  |  |  |  |  |  |  |  |  |  |  |  |  |  |  |  |
| Teodorico Re di Metz 511-534                      | Teodorico Re di Metz 511-534                      | Teodorico Re di Metz 511-534                      | Teodorico Re di Metz 511-534                      | Teodorico Re di Metz 511-534                      | Teodorico Re di Metz 511-534                      |                                      |                                      | Clodomiro Re d’Orleans 511-524       | Clodomiro Re d’Orleans 511-524       | Clodomiro Re d’Orleans 511-524      | Clodomiro Re d’Orleans 511-524      | Clodomiro Re d’Orleans 511-524              | Clodomiro Re d’Orleans 511-524      |  |  | Childeberto I Re di Parigi 511-558                | Childeberto I Re di Parigi 511-558                | Childeberto I Re di Parigi 511-558                | Childeberto I Re di Parigi 511-558                | Childeberto I Re di Parigi 511-558                | Childeberto I Re di Parigi 511-558                |  |  | Clotario I Re di Sassonia 511-561             | Clotario I Re di Sassonia 511-561             | Clotario I Re di Sassonia 511-561             | Clotario I Re di Sassonia 511-561             | Clotario I Re di Sassonia 511-561             | Clotario I Re di Sassonia 511-561             |  |  |                                                                       |                                                                       |                                                                       |                                                                       |                                                                       |                                                                       |  |  |                                                   |                                                   |                                                   |                                                   |                                                   |                                                   |  |  |                                                                       |                                                                       |                                                                       |                                                                       |                                                                       |                                                                       |  |  |  |  |  |  |  |  |  |  |  |  |  |  |  |  |  |  |  |  |  |  |  |  |  |  |  |  |  |  |  |  |  |  |  |  |  |  |  |  |
| Teodorico Re di Metz 511-534                      | Teodorico Re di Metz 511-534                      | Teodorico Re di Metz 511-534                      | Teodorico Re di Metz 511-534                      | Teodorico Re di Metz 511-534                      | Teodorico Re di Metz 511-534                      |                                      |                                      | Clodomiro Re d’Orleans 511-524       | Clodomiro Re d’Orleans 511-524       | Clodomiro Re d’Orleans 511-524      | Clodomiro Re d’Orleans 511-524      | Clodomiro Re d’Orleans 511-524              | Clodomiro Re d’Orleans 511-524      |  |  | Childeberto I Re di Parigi 511-558                | Childeberto I Re di Parigi 511-558                | Childeberto I Re di Parigi 511-558                | Childeberto I Re di Parigi 511-558                | Childeberto I Re di Parigi 511-558                | Childeberto I Re di Parigi 511-558                |  |  | Clotario I Re di Sassonia 511-561             | Clotario I Re di Sassonia 511-561             | Clotario I Re di Sassonia 511-561             | Clotario I Re di Sassonia 511-561             | Clotario I Re di Sassonia 511-561             | Clotario I Re di Sassonia 511-561             |  |  |                                                                       |                                                                       |                                                                       |                                                                       |                                                                       |                                                                       |  |  |                                                   |                                                   |                                                   |                                                   |                                                   |                                                   |  |  |                                                                       |                                                                       |                                                                       |                                                                       |                                                                       |                                                                       |  |  |  |  |  |  |  |  |  |  |  |  |  |  |  |  |  |  |  |  |  |  |  |  |  |  |  |  |  |  |  |  |  |  |  |  |  |  |  |  |
|                                                   |                                                   |                                                   |                                                   |                                                   |                                                   |                                      |                                      |                                      |                                      |                                     |                                     |                                             |                                     |  |  |                                                   |                                                   |                                                   |                                                   |                                                   |                                                   |  |  |                                               |                                               |                                               |                                               |                                               |                                               |  |  |                                                                       |                                                                       |                                                                       |                                                                       |                                                                       |                                                                       |  |  |                                                   |                                                   |                                                   |                                                   |                                                   |                                                   |  |  |                                                                       |                                                                       |                                                                       |                                                                       |                                                                       |                                                                       |  |  |  |  |  |  |  |  |  |  |  |  |  |  |  |  |  |  |  |  |  |  |  |  |  |  |  |  |  |  |  |  |  |  |  |  |  |  |  |  |
| Teodeberto I Re di Metz 534-548                   | Teodeberto I Re di Metz 534-548                   | Teodeberto I Re di Metz 534-548                   | Teodeberto I Re di Metz 534-548                   | Teodeberto I Re di Metz 534-548                   | Teodeberto I Re di Metz 534-548                   |                                      |                                      | Cariberto I Re di Parigi 561-567     | Cariberto I Re di Parigi 561-567     | Cariberto I Re di Parigi 561-567    | Cariberto I Re di Parigi 561-567    | Cariberto I Re di Parigi 561-567            | Cariberto I Re di Parigi 561-567    |  |  | Gontrano Re di Chalon 561–592                     | Gontrano Re di Chalon 561–592                     | Gontrano Re di Chalon 561–592                     | Gontrano Re di Chalon 561–592                     | Gontrano Re di Chalon 561–592                     | Gontrano Re di Chalon 561–592                     |  |  | Sigeberto I Re di Metz 561-575                | Sigeberto I Re di Metz 561-575                | Sigeberto I Re di Metz 561-575                | Sigeberto I Re di Metz 561-575                | Sigeberto I Re di Metz 561-575                | Sigeberto I Re di Metz 561-575                |  |  | Chilperico I Re dei Sassoni 561-584                                   | Chilperico I Re dei Sassoni 561-584                                   | Chilperico I Re dei Sassoni 561-584                                   | Chilperico I Re dei Sassoni 561-584                                   | Chilperico I Re dei Sassoni 561-584                                   | Chilperico I Re dei Sassoni 561-584                                   |  |  |                                                   |                                                   |                                                   |                                                   |                                                   |                                                   |  |  |                                                                       |                                                                       |                                                                       |                                                                       |                                                                       |                                                                       |  |  |  |  |  |  |  |  |  |  |  |  |  |  |  |  |  |  |  |  |  |  |  |  |  |  |  |  |  |  |  |  |  |  |  |  |  |  |  |  |
| Teodeberto I Re di Metz 534-548                   | Teodeberto I Re di Metz 534-548                   | Teodeberto I Re di Metz 534-548                   | Teodeberto I Re di Metz 534-548                   | Teodeberto I Re di Metz 534-548                   | Teodeberto I Re di Metz 534-548                   |                                      |                                      | Cariberto I Re di Parigi 561-567     | Cariberto I Re di Parigi 561-567     | Cariberto I Re di Parigi 561-567    | Cariberto I Re di Parigi 561-567    | Cariberto I Re di Parigi 561-567            | Cariberto I Re di Parigi 561-567    |  |  | Gontrano Re di Chalon 561–592                     | Gontrano Re di Chalon 561–592                     | Gontrano Re di Chalon 561–592                     | Gontrano Re di Chalon 561–592                     | Gontrano Re di Chalon 561–592                     | Gontrano Re di Chalon 561–592                     |  |  | Sigeberto I Re di Metz 561-575                | Sigeberto I Re di Metz 561-575                | Sigeberto I Re di Metz 561-575                | Sigeberto I Re di Metz 561-575                | Sigeberto I Re di Metz 561-575                | Sigeberto I Re di Metz 561-575                |  |  | Chilperico I Re dei Sassoni 561-584                                   | Chilperico I Re dei Sassoni 561-584                                   | Chilperico I Re dei Sassoni 561-584                                   | Chilperico I Re dei Sassoni 561-584                                   | Chilperico I Re dei Sassoni 561-584                                   | Chilperico I Re dei Sassoni 561-584                                   |  |  |                                                   |                                                   |                                                   |                                                   |                                                   |                                                   |  |  |                                                                       |                                                                       |                                                                       |                                                                       |                                                                       |                                                                       |  |  |  |  |  |  |  |  |  |  |  |  |  |  |  |  |  |  |  |  |  |  |  |  |  |  |  |  |  |  |  |  |  |  |  |  |  |  |  |  |
| Teodebaldo Re di Metz 548-555                     | Teodebaldo Re di Metz 548-555                     | Teodebaldo Re di Metz 548-555                     | Teodebaldo Re di Metz 548-555                     | Teodebaldo Re di Metz 548-555                     | Teodebaldo Re di Metz 548-555                     |                                      |                                      |                                      |                                      |                                     |                                     |                                             |                                     |  |  |                                                   |                                                   |                                                   |                                                   |                                                   |                                                   |  |  | Childeberto II Re d'Austrasia 575-596         | Childeberto II Re d'Austrasia 575-596         | Childeberto II Re d'Austrasia 575-596         | Childeberto II Re d'Austrasia 575-596         | Childeberto II Re d'Austrasia 575-596         | Childeberto II Re d'Austrasia 575-596         |  |  |                                                                       |                                                                       |                                                                       |                                                                       |                                                                       |                                                                       |  |  |                                                   |                                                   |                                                   |                                                   |                                                   |                                                   |  |  |                                                                       |                                                                       |                                                                       |                                                                       |                                                                       |                                                                       |  |  |  |  |  |  |  |  |  |  |  |  |  |  |  |  |  |  |  |  |  |  |  |  |  |  |  |  |  |  |  |  |  |  |  |  |  |  |  |  |
| Teodebaldo Re di Metz 548-555                     | Teodebaldo Re di Metz 548-555                     | Teodebaldo Re di Metz 548-555                     | Teodebaldo Re di Metz 548-555                     | Teodebaldo Re di Metz 548-555                     | Teodebaldo Re di Metz 548-555                     |                                      |                                      |                                      |                                      |                                     |                                     |                                             |                                     |  |  |                                                   |                                                   |                                                   |                                                   |                                                   |                                                   |  |  | Childeberto II Re d'Austrasia 575-596         | Childeberto II Re d'Austrasia 575-596         | Childeberto II Re d'Austrasia 575-596         | Childeberto II Re d'Austrasia 575-596         | Childeberto II Re d'Austrasia 575-596         | Childeberto II Re d'Austrasia 575-596         |  |  |                                                                       |                                                                       |                                                                       |                                                                       |                                                                       |                                                                       |  |  |                                                   |                                                   |                                                   |                                                   |                                                   |                                                   |  |  |                                                                       |                                                                       |                                                                       |                                                                       |                                                                       |                                                                       |  |  |  |  |  |  |  |  |  |  |  |  |  |  |  |  |  |  |  |  |  |  |  |  |  |  |  |  |  |  |  |  |  |  |  |  |  |  |  |  |
|                                                   |                                                   |                                                   |                                                   |                                                   |                                                   |                                      |                                      |                                      |                                      |                                     |                                     |                                             |                                     |  |  |                                                   |                                                   |                                                   |                                                   |                                                   |                                                   |  |  |                                               |                                               |                                               |                                               |                                               |                                               |  |  |                                                                       |                                                                       |                                                                       |                                                                       |                                                                       |                                                                       |  |  |                                                   |                                                   |                                                   |                                                   |                                                   |                                                   |  |  |                                                                       |                                                                       |                                                                       |                                                                       |                                                                       |                                                                       |  |  |  |  |  |  |  |  |  |  |  |  |  |  |  |  |  |  |  |  |  |  |  |  |  |  |  |  |  |  |  |  |  |  |  |  |  |  |  |  |
|                                                   |                                                   |                                                   |                                                   |                                                   |                                                   |                                      |                                      |                                      |                                      |                                     |                                     |                                             |                                     |  |  | Teodeberto II Re d'Austrasia 596-612              | Teodeberto II Re d'Austrasia 596-612              | Teodeberto II Re d'Austrasia 596-612              | Teodeberto II Re d'Austrasia 596-612              | Teodeberto II Re d'Austrasia 596-612              | Teodeberto II Re d'Austrasia 596-612              |  |  | Teodorico II Re di Borgogna 596-613           | Teodorico II Re di Borgogna 596-613           | Teodorico II Re di Borgogna 596-613           | Teodorico II Re di Borgogna 596-613           | Teodorico II Re di Borgogna 596-613           | Teodorico II Re di Borgogna 596-613           |  |  | Clotario II Re di Neustria poi Re dei Franchi 584-629                 | Clotario II Re di Neustria poi Re dei Franchi 584-629                 | Clotario II Re di Neustria poi Re dei Franchi 584-629                 | Clotario II Re di Neustria poi Re dei Franchi 584-629                 | Clotario II Re di Neustria poi Re dei Franchi 584-629                 | Clotario II Re di Neustria poi Re dei Franchi 584-629                 |  |  |                                                   |                                                   |                                                   |                                                   |                                                   |                                                   |  |  |                                                                       |                                                                       |                                                                       |                                                                       |                                                                       |                                                                       |  |  |  |  |  |  |  |  |  |  |  |  |  |  |  |  |  |  |  |  |  |  |  |  |  |  |  |  |  |  |  |  |  |  |  |  |  |  |  |  |
|                                                   |                                                   |                                                   |                                                   |                                                   |                                                   |                                      |                                      |                                      |                                      |                                     |                                     |                                             |                                     |  |  | Teodeberto II Re d'Austrasia 596-612              | Teodeberto II Re d'Austrasia 596-612              | Teodeberto II Re d'Austrasia 596-612              | Teodeberto II Re d'Austrasia 596-612              | Teodeberto II Re d'Austrasia 596-612              | Teodeberto II Re d'Austrasia 596-612              |  |  | Teodorico II Re di Borgogna 596-613           | Teodorico II Re di Borgogna 596-613           | Teodorico II Re di Borgogna 596-613           | Teodorico II Re di Borgogna 596-613           | Teodorico II Re di Borgogna 596-613           | Teodorico II Re di Borgogna 596-613           |  |  | Clotario II Re di Neustria poi Re dei Franchi 584-629                 | Clotario II Re di Neustria poi Re dei Franchi 584-629                 | Clotario II Re di Neustria poi Re dei Franchi 584-629                 | Clotario II Re di Neustria poi Re dei Franchi 584-629                 | Clotario II Re di Neustria poi Re dei Franchi 584-629                 | Clotario II Re di Neustria poi Re dei Franchi 584-629                 |  |  |                                                   |                                                   |                                                   |                                                   |                                                   |                                                   |  |  |                                                                       |                                                                       |                                                                       |                                                                       |                                                                       |                                                                       |  |  |  |  |  |  |  |  |  |  |  |  |  |  |  |  |  |  |  |  |  |  |  |  |  |  |  |  |  |  |  |  |  |  |  |  |  |  |  |  |
|                                                   |                                                   |                                                   |                                                   |                                                   |                                                   |                                      |                                      |                                      |                                      |                                     |                                     |                                             |                                     |  |  |                                                   |                                                   |                                                   |                                                   |                                                   |                                                   |  |  |                                               |                                               |                                               |                                               |                                               |                                               |  |  |                                                                       |                                                                       |                                                                       |                                                                       |                                                                       |                                                                       |  |  |                                                   |                                                   |                                                   |                                                   |                                                   |                                                   |  |  |                                                                       |                                                                       |                                                                       |                                                                       |                                                                       |                                                                       |  |  |  |  |  |  |  |  |  |  |  |  |  |  |  |  |  |  |  |  |  |  |  |  |  |  |  |  |  |  |  |  |  |  |  |  |  |  |  |  |
|                                                   |                                                   |                                                   |                                                   |                                                   |                                                   |                                      |                                      |                                      |                                      |                                     |                                     |                                             |                                     |  |  |                                                   |                                                   |                                                   |                                                   |                                                   |                                                   |  |  | Sigeberto II Re d'Austrasia e di Borgogna 613 | Sigeberto II Re d'Austrasia e di Borgogna 613 | Sigeberto II Re d'Austrasia e di Borgogna 613 | Sigeberto II Re d'Austrasia e di Borgogna 613 | Sigeberto II Re d'Austrasia e di Borgogna 613 | Sigeberto II Re d'Austrasia e di Borgogna 613 |  |  | Dagoberto I Re d'Austrasia poi Re dei Franchi 622-639                 | Dagoberto I Re d'Austrasia poi Re dei Franchi 622-639                 | Dagoberto I Re d'Austrasia poi Re dei Franchi 622-639                 | Dagoberto I Re d'Austrasia poi Re dei Franchi 622-639                 | Dagoberto I Re d'Austrasia poi Re dei Franchi 622-639                 | Dagoberto I Re d'Austrasia poi Re dei Franchi 622-639                 |  |  | Cariberto II Re d'Aquitania 628-632               | Cariberto II Re d'Aquitania 628-632               | Cariberto II Re d'Aquitania 628-632               | Cariberto II Re d'Aquitania 628-632               | Cariberto II Re d'Aquitania 628-632               | Cariberto II Re d'Aquitania 628-632               |  |  |                                                                       |                                                                       |                                                                       |                                                                       |                                                                       |                                                                       |  |  |  |  |  |  |  |  |  |  |  |  |  |  |  |  |  |  |  |  |  |  |  |  |  |  |  |  |  |  |  |  |  |  |  |  |  |  |  |  |
|                                                   |                                                   |                                                   |                                                   |                                                   |                                                   |                                      |                                      |                                      |                                      |                                     |                                     |                                             |                                     |  |  |                                                   |                                                   |                                                   |                                                   |                                                   |                                                   |  |  | Sigeberto II Re d'Austrasia e di Borgogna 613 | Sigeberto II Re d'Austrasia e di Borgogna 613 | Sigeberto II Re d'Austrasia e di Borgogna 613 | Sigeberto II Re d'Austrasia e di Borgogna 613 | Sigeberto II Re d'Austrasia e di Borgogna 613 | Sigeberto II Re d'Austrasia e di Borgogna 613 |  |  | Dagoberto I Re d'Austrasia poi Re dei Franchi 622-639                 | Dagoberto I Re d'Austrasia poi Re dei Franchi 622-639                 | Dagoberto I Re d'Austrasia poi Re dei Franchi 622-639                 | Dagoberto I Re d'Austrasia poi Re dei Franchi 622-639                 | Dagoberto I Re d'Austrasia poi Re dei Franchi 622-639                 | Dagoberto I Re d'Austrasia poi Re dei Franchi 622-639                 |  |  | Cariberto II Re d'Aquitania 628-632               | Cariberto II Re d'Aquitania 628-632               | Cariberto II Re d'Aquitania 628-632               | Cariberto II Re d'Aquitania 628-632               | Cariberto II Re d'Aquitania 628-632               | Cariberto II Re d'Aquitania 628-632               |  |  |                                                                       |                                                                       |                                                                       |                                                                       |                                                                       |                                                                       |  |  |  |  |  |  |  |  |  |  |  |  |  |  |  |  |  |  |  |  |  |  |  |  |  |  |  |  |  |  |  |  |  |  |  |  |  |  |  |  |
|                                                   |                                                   |                                                   |                                                   |                                                   |                                                   |                                      |                                      |                                      |                                      |                                     |                                     |                                             |                                     |  |  |                                                   |                                                   |                                                   |                                                   |                                                   |                                                   |  |  |                                               |                                               |                                               |                                               |                                               |                                               |  |  |                                                                       |                                                                       |                                                                       |                                                                       |                                                                       |                                                                       |  |  |                                                   |                                                   |                                                   |                                                   |                                                   |                                                   |  |  |                                                                       |                                                                       |                                                                       |                                                                       |                                                                       |                                                                       |  |  |  |  |  |  |  |  |  |  |  |  |  |  |  |  |  |  |  |  |  |  |  |  |  |  |  |  |  |  |  |  |  |  |  |  |  |  |  |  |
|                                                   |                                                   |                                                   |                                                   | Sigeberto III Re d'Austrasia 632-656              | Sigeberto III Re d'Austrasia 632-656              | Sigeberto III Re d'Austrasia 632-656 | Sigeberto III Re d'Austrasia 632-656 | Sigeberto III Re d'Austrasia 632-656 | Sigeberto III Re d'Austrasia 632-656 |                                     |                                     |                                             |                                     |  |  |                                                   |                                                   |                                                   |                                                   |                                                   |                                                   |  |  |                                               |                                               |                                               |                                               |                                               |                                               |  |  |                                                                       |                                                                       |                                                                       |                                                                       |                                                                       |                                                                       |  |  | Clodoveo II Re di Neustria e dei Burgundi 639-657 | Clodoveo II Re di Neustria e dei Burgundi 639-657 | Clodoveo II Re di Neustria e dei Burgundi 639-657 | Clodoveo II Re di Neustria e dei Burgundi 639-657 | Clodoveo II Re di Neustria e dei Burgundi 639-657 | Clodoveo II Re di Neustria e dei Burgundi 639-657 |  |  |                                                                       |                                                                       |                                                                       |                                                                       |                                                                       |                                                                       |  |  |  |  |  |  |  |  |  |  |  |  |  |  |  |  |  |  |  |  |  |  |  |  |  |  |  |  |  |  |  |  |  |  |  |  |  |  |  |  |
|                                                   |                                                   |                                                   |                                                   | Sigeberto III Re d'Austrasia 632-656              | Sigeberto III Re d'Austrasia 632-656              | Sigeberto III Re d'Austrasia 632-656 | Sigeberto III Re d'Austrasia 632-656 | Sigeberto III Re d'Austrasia 632-656 | Sigeberto III Re d'Austrasia 632-656 |                                     |                                     |                                             |                                     |  |  |                                                   |                                                   |                                                   |                                                   |                                                   |                                                   |  |  |                                               |                                               |                                               |                                               |                                               |                                               |  |  |                                                                       |                                                                       |                                                                       |                                                                       |                                                                       |                                                                       |  |  | Clodoveo II Re di Neustria e dei Burgundi 639-657 | Clodoveo II Re di Neustria e dei Burgundi 639-657 | Clodoveo II Re di Neustria e dei Burgundi 639-657 | Clodoveo II Re di Neustria e dei Burgundi 639-657 | Clodoveo II Re di Neustria e dei Burgundi 639-657 | Clodoveo II Re di Neustria e dei Burgundi 639-657 |  |  |                                                                       |                                                                       |                                                                       |                                                                       |                                                                       |                                                                       |  |  |  |  |  |  |  |  |  |  |  |  |  |  |  |  |  |  |  |  |  |  |  |  |  |  |  |  |  |  |  |  |  |  |  |  |  |  |  |  |
|                                                   |                                                   |                                                   |                                                   |                                                   |                                                   |                                      |                                      |                                      |                                      |                                     |                                     |                                             |                                     |  |  |                                                   |                                                   |                                                   |                                                   |                                                   |                                                   |  |  |                                               |                                               |                                               |                                               |                                               |                                               |  |  |                                                                       |                                                                       |                                                                       |                                                                       |                                                                       |                                                                       |  |  |                                                   |                                                   |                                                   |                                                   |                                                   |                                                   |  |  |                                                                       |                                                                       |                                                                       |                                                                       |                                                                       |                                                                       |  |  |  |  |  |  |  |  |  |  |  |  |  |  |  |  |  |  |  |  |  |  |  |  |  |  |  |  |  |  |  |  |  |  |  |  |  |  |  |  |
| Childeberto III l'Adottato Re d'Austrasia 656-662 | Childeberto III l'Adottato Re d'Austrasia 656-662 | Childeberto III l'Adottato Re d'Austrasia 656-662 | Childeberto III l'Adottato Re d'Austrasia 656-662 | Childeberto III l'Adottato Re d'Austrasia 656-662 | Childeberto III l'Adottato Re d'Austrasia 656-662 |                                      |                                      | Dagoberto II Re d'Austrasia 674-679  | Dagoberto II Re d'Austrasia 674-679  | Dagoberto II Re d'Austrasia 674-679 | Dagoberto II Re d'Austrasia 674-679 | Dagoberto II Re d'Austrasia 674-679         | Dagoberto II Re d'Austrasia 674-679 |  |  | Clotario III Re di Neustria e di Borgogna 657-673 | Clotario III Re di Neustria e di Borgogna 657-673 | Clotario III Re di Neustria e di Borgogna 657-673 | Clotario III Re di Neustria e di Borgogna 657-673 | Clotario III Re di Neustria e di Borgogna 657-673 | Clotario III Re di Neustria e di Borgogna 657-673 |  |  |                                               |                                               |                                               |                                               |                                               |                                               |  |  | Teodorico III Re di Neustria e di Borgogna poi Re dei Franchi 673-691 | Teodorico III Re di Neustria e di Borgogna poi Re dei Franchi 673-691 | Teodorico III Re di Neustria e di Borgogna poi Re dei Franchi 673-691 | Teodorico III Re di Neustria e di Borgogna poi Re dei Franchi 673-691 | Teodorico III Re di Neustria e di Borgogna poi Re dei Franchi 673-691 | Teodorico III Re di Neustria e di Borgogna poi Re dei Franchi 673-691 |  |  |                                                   |                                                   |                                                   |                                                   |                                                   |                                                   |  |  | Childerico II Re d'Austrasia poi Re dei Franchi 662-675               | Childerico II Re d'Austrasia poi Re dei Franchi 662-675               | Childerico II Re d'Austrasia poi Re dei Franchi 662-675               | Childerico II Re d'Austrasia poi Re dei Franchi 662-675               | Childerico II Re d'Austrasia poi Re dei Franchi 662-675               | Childerico II Re d'Austrasia poi Re dei Franchi 662-675               |  |  |  |  |  |  |  |  |  |  |  |  |  |  |  |  |  |  |  |  |  |  |  |  |  |  |  |  |  |  |  |  |  |  |  |  |  |  |  |  |
| Childeberto III l'Adottato Re d'Austrasia 656-662 | Childeberto III l'Adottato Re d'Austrasia 656-662 | Childeberto III l'Adottato Re d'Austrasia 656-662 | Childeberto III l'Adottato Re d'Austrasia 656-662 | Childeberto III l'Adottato Re d'Austrasia 656-662 | Childeberto III l'Adottato Re d'Austrasia 656-662 |                                      |                                      | Dagoberto II Re d'Austrasia 674-679  | Dagoberto II Re d'Austrasia 674-679  | Dagoberto II Re d'Austrasia 674-679 | Dagoberto II Re d'Austrasia 674-679 | Dagoberto II Re d'Austrasia 674-679         | Dagoberto II Re d'Austrasia 674-679 |  |  | Clotario III Re di Neustria e di Borgogna 657-673 | Clotario III Re di Neustria e di Borgogna 657-673 | Clotario III Re di Neustria e di Borgogna 657-673 | Clotario III Re di Neustria e di Borgogna 657-673 | Clotario III Re di Neustria e di Borgogna 657-673 | Clotario III Re di Neustria e di Borgogna 657-673 |  |  |                                               |                                               |                                               |                                               |                                               |                                               |  |  | Teodorico III Re di Neustria e di Borgogna poi Re dei Franchi 673-691 | Teodorico III Re di Neustria e di Borgogna poi Re dei Franchi 673-691 | Teodorico III Re di Neustria e di Borgogna poi Re dei Franchi 673-691 | Teodorico III Re di Neustria e di Borgogna poi Re dei Franchi 673-691 | Teodorico III Re di Neustria e di Borgogna poi Re dei Franchi 673-691 | Teodorico III Re di Neustria e di Borgogna poi Re dei Franchi 673-691 |  |  |                                                   |                                                   |                                                   |                                                   |                                                   |                                                   |  |  | Childerico II Re d'Austrasia poi Re dei Franchi 662-675               | Childerico II Re d'Austrasia poi Re dei Franchi 662-675               | Childerico II Re d'Austrasia poi Re dei Franchi 662-675               | Childerico II Re d'Austrasia poi Re dei Franchi 662-675               | Childerico II Re d'Austrasia poi Re dei Franchi 662-675               | Childerico II Re d'Austrasia poi Re dei Franchi 662-675               |  |  |  |  |  |  |  |  |  |  |  |  |  |  |  |  |  |  |  |  |  |  |  |  |  |  |  |  |  |  |  |  |  |  |  |  |  |  |  |  |
|                                                   |                                                   |                                                   |                                                   |                                                   |                                                   |                                      |                                      |                                      |                                      |                                     |                                     |                                             |                                     |  |  |                                                   |                                                   |                                                   |                                                   |                                                   |                                                   |  |  |                                               |                                               |                                               |                                               |                                               |                                               |  |  |                                                                       |                                                                       |                                                                       |                                                                       |                                                                       |                                                                       |  |  |                                                   |                                                   |                                                   |                                                   |                                                   |                                                   |  |  |                                                                       |                                                                       |                                                                       |                                                                       |                                                                       |                                                                       |  |  |  |  |  |  |  |  |  |  |  |  |  |  |  |  |  |  |  |  |  |  |  |  |  |  |  |  |  |  |  |  |  |  |  |  |  |  |  |  |
|                                                   |                                                   |                                                   |                                                   |                                                   |                                                   |                                      |                                      |                                      |                                      |                                     |                                     |                                             |                                     |  |  | Clodoveo III Re d'Austrasia 675                   | Clodoveo III Re d'Austrasia 675                   | Clodoveo III Re d'Austrasia 675                   | Clodoveo III Re d'Austrasia 675                   | Clodoveo III Re d'Austrasia 675                   | Clodoveo III Re d'Austrasia 675                   |  |  | Clodoveo IV Re dei Franchi 691-695            | Clodoveo IV Re dei Franchi 691-695            | Clodoveo IV Re dei Franchi 691-695            | Clodoveo IV Re dei Franchi 691-695            | Clodoveo IV Re dei Franchi 691-695            | Clodoveo IV Re dei Franchi 691-695            |  |  | Childeberto II l'idiota Re dei Franchi 695-711                        | Childeberto II l'idiota Re dei Franchi 695-711                        | Childeberto II l'idiota Re dei Franchi 695-711                        | Childeberto II l'idiota Re dei Franchi 695-711                        | Childeberto II l'idiota Re dei Franchi 695-711                        | Childeberto II l'idiota Re dei Franchi 695-711                        |  |  | Clotario IV Re dei Franchi 717-719                | Clotario IV Re dei Franchi 717-719                | Clotario IV Re dei Franchi 717-719                | Clotario IV Re dei Franchi 717-719                | Clotario IV Re dei Franchi 717-719                | Clotario IV Re dei Franchi 717-719                |  |  | Chilperico II Re di Neustria e di Borgogna poi Re dei Franchi 715-721 | Chilperico II Re di Neustria e di Borgogna poi Re dei Franchi 715-721 | Chilperico II Re di Neustria e di Borgogna poi Re dei Franchi 715-721 | Chilperico II Re di Neustria e di Borgogna poi Re dei Franchi 715-721 | Chilperico II Re di Neustria e di Borgogna poi Re dei Franchi 715-721 | Chilperico II Re di Neustria e di Borgogna poi Re dei Franchi 715-721 |  |  |  |  |  |  |  |  |  |  |  |  |  |  |  |  |  |  |  |  |  |  |  |  |  |  |  |  |  |  |  |  |  |  |  |  |  |  |  |  |
|                                                   |                                                   |                                                   |                                                   |                                                   |                                                   |                                      |                                      |                                      |                                      |                                     |                                     |                                             |                                     |  |  | Clodoveo III Re d'Austrasia 675                   | Clodoveo III Re d'Austrasia 675                   | Clodoveo III Re d'Austrasia 675                   | Clodoveo III Re d'Austrasia 675                   | Clodoveo III Re d'Austrasia 675                   | Clodoveo III Re d'Austrasia 675                   |  |  | Clodoveo IV Re dei Franchi 691-695            | Clodoveo IV Re dei Franchi 691-695            | Clodoveo IV Re dei Franchi 691-695            | Clodoveo IV Re dei Franchi 691-695            | Clodoveo IV Re dei Franchi 691-695            | Clodoveo IV Re dei Franchi 691-695            |  |  | Childeberto II l'idiota Re dei Franchi 695-711                        | Childeberto II l'idiota Re dei Franchi 695-711                        | Childeberto II l'idiota Re dei Franchi 695-711                        | Childeberto II l'idiota Re dei Franchi 695-711                        | Childeberto II l'idiota Re dei Franchi 695-711                        | Childeberto II l'idiota Re dei Franchi 695-711                        |  |  | Clotario IV Re dei Franchi 717-719                | Clotario IV Re dei Franchi 717-719                | Clotario IV Re dei Franchi 717-719                | Clotario IV Re dei Franchi 717-719                | Clotario IV Re dei Franchi 717-719                | Clotario IV Re dei Franchi 717-719                |  |  | Chilperico II Re di Neustria e di Borgogna poi Re dei Franchi 715-721 | Chilperico II Re di Neustria e di Borgogna poi Re dei Franchi 715-721 | Chilperico II Re di Neustria e di Borgogna poi Re dei Franchi 715-721 | Chilperico II Re di Neustria e di Borgogna poi Re dei Franchi 715-721 | Chilperico II Re di Neustria e di Borgogna poi Re dei Franchi 715-721 | Chilperico II Re di Neustria e di Borgogna poi Re dei Franchi 715-721 |  |  |  |  |  |  |  |  |  |  |  |  |  |  |  |  |  |  |  |  |  |  |  |  |  |  |  |  |  |  |  |  |  |  |  |  |  |  |  |  |
|                                                   |                                                   |                                                   |                                                   |                                                   |                                                   |                                      |                                      |                                      |                                      |                                     |                                     |                                             |                                     |  |  |                                                   |                                                   |                                                   |                                                   |                                                   |                                                   |  |  |                                               |                                               |                                               |                                               |                                               |                                               |  |  | Dagoberto III Re dei Franchi 711-715                                  |                                                                       |                                                                       |                                                                       |                                                                       |                                                                       |  |  |                                                   |                                                   |                                                   |                                                   |                                                   |                                                   |  |  |                                                                       |                                                                       |                                                                       |                                                                       |                                                                       |                                                                       |  |  |  |  |  |  |  |  |  |  |  |  |  |  |  |  |  |  |  |  |  |  |  |  |  |  |  |  |  |  |  |  |  |  |  |  |  |  |  |  |
|                                                   |                                                   |                                                   |                                                   |                                                   |                                                   |                                      |                                      |                                      |                                      |                                     |                                     |                                             |                                     |  |  |                                                   |                                                   |                                                   |                                                   |                                                   |                                                   |  |  |                                               |                                               |                                               |                                               |                                               |                                               |  |  |                                                                       |                                                                       |                                                                       |                                                                       |                                                                       |                                                                       |  |  |                                                   |                                                   |                                                   |                                                   |                                                   |                                                   |  |  |                                                                       |                                                                       |                                                                       |                                                                       |                                                                       |                                                                       |  |  |  |  |  |  |  |  |  |  |  |  |  |  |  |  |  |  |  |  |  |  |  |  |  |  |  |  |  |  |  |  |  |  |  |  |  |  |  |  |
|                                                   |                                                   |                                                   |                                                   |                                                   |                                                   |                                      |                                      |                                      |                                      |                                     |                                     |                                             |                                     |  |  |                                                   |                                                   |                                                   |                                                   |                                                   |                                                   |  |  |                                               |                                               |                                               |                                               |                                               |                                               |  |  |                                                                       |                                                                       |                                                                       |                                                                       |                                                                       |                                                                       |  |  |                                                   |                                                   |                                                   |                                                   |                                                   |                                                   |  |  |                                                                       |                                                                       |                                                                       |                                                                       |                                                                       |                                                                       |  |  |  |  |  |  |  |  |  |  |  |  |  |  |  |  |  |  |  |  |  |  |  |  |  |  |  |  |  |  |  |  |  |  |  |  |  |  |  |  |
|                                                   |                                                   |                                                   |                                                   |                                                   |                                                   |                                      |                                      |                                      |                                      |                                     |                                     |                                             |                                     |  |  |                                                   |                                                   |                                                   |                                                   |                                                   |                                                   |  |  |                                               |                                               |                                               |                                               |                                               |                                               |  |  | Teodorico IV Re dei Franchi 721-737                                   |                                                                       |                                                                       |                                                                       |                                                                       |                                                                       |  |  |                                                   |                                                   |                                                   |                                                   |                                                   |                                                   |  |  |                                                                       |                                                                       |                                                                       |                                                                       |                                                                       |                                                                       |  |  |  |  |  |  |  |  |  |  |  |  |  |  |  |  |  |  |  |  |  |  |  |  |  |  |  |  |  |  |  |  |  |  |  |  |  |  |  |  |
|                                                   |                                                   |                                                   |                                                   |                                                   |                                                   |                                      |                                      |                                      |                                      |                                     |                                     |                                             |                                     |  |  |                                                   |                                                   |                                                   |                                                   |                                                   |                                                   |  |  |                                               |                                               |                                               |                                               |                                               |                                               |  |  |                                                                       |                                                                       |                                                                       |                                                                       |                                                                       |                                                                       |  |  |                                                   |                                                   |                                                   |                                                   |                                                   |                                                   |  |  |                                                                       |                                                                       |                                                                       |                                                                       |                                                                       |                                                                       |  |  |  |  |  |  |  |  |  |  |  |  |  |  |  |  |  |  |  |  |  |  |  |  |  |  |  |  |  |  |  |  |  |  |  |  |  |  |  |  |
|                                                   |                                                   |                                                   |                                                   |                                                   |                                                   |                                      |                                      |                                      |                                      |                                     |                                     |                                             |                                     |  |  |                                                   |                                                   |                                                   |                                                   |                                                   |                                                   |  |  |                                               |                                               |                                               |                                               |                                               |                                               |  |  |                                                                       |                                                                       |                                                                       |                                                                       |                                                                       |                                                                       |  |  |                                                   |                                                   |                                                   |                                                   |                                                   |                                                   |  |  |                                                                       |                                                                       |                                                                       |                                                                       |                                                                       |                                                                       |  |  |  |  |  |  |  |  |  |  |  |  |  |  |  |  |  |  |  |  |  |  |  |  |  |  |  |  |  |  |  |  |  |  |  |  |  |  |  |  |
|                                                   |                                                   |                                                   |                                                   |                                                   |                                                   |                                      |                                      |                                      |                                      |                                     |                                     |                                             |                                     |  |  |                                                   |                                                   |                                                   |                                                   |                                                   |                                                   |  |  |                                               |                                               |                                               |                                               |                                               |                                               |  |  |                                                                       |                                                                       |                                                                       |                                                                       |                                                                       |                                                                       |  |  | Childerico III Re dei Franchi 743-751             |                                                   |                                                   |                                                   |                                                   |                                                   |  |  |                                                                       |                                                                       |                                                                       |                                                                       |                                                                       |                                                                       |  |  |  |  |  |  |  |  |  |  |  |  |  |  |  |  |  |  |  |  |  |  |  |  |  |  |  |  |  |  |  |  |  |  |  |  |  |  |  |  |

## Sovrani di Austrasia
- 511 - 534 Teodorico I
- 534 - 548 Teodeberto I
- 548 - 555 Teodebaldo
- 555 - 561 Clotario I in unione personale
- 561 - 575 Sigeberto I
- 575 - 596 Childeberto II
- 596 - 613 Teodeberto II
- 613 - 623 Clotario II in unione personale
- 623 - 638 Dagoberto I in unione personale
- 638 - 656 Sigeberto III
- 656 - 662 Childeberto l'Adottato
- 662 - 675 Childerico II
- 676 - 679 Dagoberto II
- 679 – 691 Teodorico III in unione personale
- 691 – 695 Clodoveo III in unione personale
- 695 – 711 Childeberto III in unione personale
- 711 – 715 Dagoberto III in unione personale e con Carlo Martello come Maggiordomo di palazzo
- 717 – 719 Clotario IV, con Carlo Martello come Maggiordomo di palazzo
- 720 - 737 Teodorico IV in unione personale e con Carlo Martello come Maggiordomo di palazzo
- 737 - 743 Trono vacante e reggenza di Carlo Martello
- 743 - 751 Childerico III in unione personale, con Pipino il Breve, figlio di Carlo Martello, come Maggiordomo di palazzo.